# Sára (Ábrahám felesége)
Sára (héberül: שָׂרָה Szárá (śārâ), jelentése: hercegnő; magas rangú nő; arabul سارة Szārā), eredeti nevén שָׂרַי Száraj (śārăy), magyarban Szárai illetve Sárai Terah lánya, Ábrahám felesége és egyben féltestvére volt a Héber Biblia és a Korán leírása szerint. Történetét a Teremtés könyve írja le. Sára volt Izsák anyja és Izráel népének ősanyja. Az első ószövetségi mátriárka. A Teremtés könyve egészen a 17. könyv 15. verséig nevezi őt Szárainak vagy Sárainak, amikor férjével, Ábrámmal együtt a Jahvéval kötött szövetség megpecsételésére megváltoztatja nevét. Ettől fogva Sára és Ábrahám a nevük.
Sára Ábrahám feleségeként a judaizmusban, a kereszténységben, az iszlámban és a Bahá’í vallásban - az úgynevezett ábrahámi vallásokban - kiemelt szerepet játszik. Mindazonáltal a különböző vallások más nézőpontból tekintenek Sárára. A zsidó hagyományok Ábrahám és Sára közös gyermekét, Izsákot tartják az isteni szövetség jogos örökösének, hiszen az Úr kettőjükre vonatkozóan kötötte meg szövetségét. Ezért a judaizmus és az erre épülő kereszténység is Sárát az izraeliták ősanyjának, saját vallásuk és népük mátriárkájának tekinti.
Az iszlám viszont másképpen értelmezi az Úrral kötött szövetséget. A Korán nézőpontja szerint Ábrahám elsőszülött fiára száll az isteni szövetség beteljesülése. Ábrahám elsőszülött fia pedig nem Izsák volt, hanem Sára szolgálójának, Hágárnak a gyermeke, Ismáel. Ezért az iszlám hit nem tekinti Sárát ősanyának.

A negyedik ábrahámi vallás, a Bahá’í tanítása szerint vallásuk alapítója, Bahá'u'lláh Ábrahám leszármazottja volt. Anyai ágon a vallás mind Sárát, mind Ábrahám második feleségét, Ketúrát ősanyának tartja.

## Sára története a Bibliában
A Biblia Sárát Ábrahám első feleségeként említi, aki hosszú ideig meddő volt. A hagyomány szerint Sárai 65 éves korában esküdött hűséget Ábrámnak a khaldeai Ur városában. Ezután férjével tartott, amikor az Úr parancsára Ábrám először Harrán vidékére vándorolt, majd innen az ígéret földje, Kánaán felé vette útját. Vándorlásuk során az éhínség elől kénytelenek voltak Egyiptom földjére menekülni. Ábrám attól tartott, hogy feleségének szépsége bajt hozhat fejére, hiszen a fáraó megölheti őt, hogy elvegye feleségét. Ezért Ábrám arra kérte Sárait, hogy nevezze magát húgának. Egyiptomban beigazolódott Ábrám félelme, ugyanis a fáraó szemet vetett a szépséges Sáraira, de mivel Ábrámot a nő bátyjának gondolta, nem ölte meg őt, hanem bőséges hozományt ajándékozott neki a lányért cserébe. Az Úr megharagudott a fáraóra, és csapásokkal sújtotta az egyiptomi uralkodót, akinek tanácsadói derítettek fényt Sárai és Ábrám valós kapcsolatára. Ennek tudatában a fáraó visszaadta Sárait Ábrámnak, és minden ajándékával együtt elküldte őket Egyiptom földjéről.

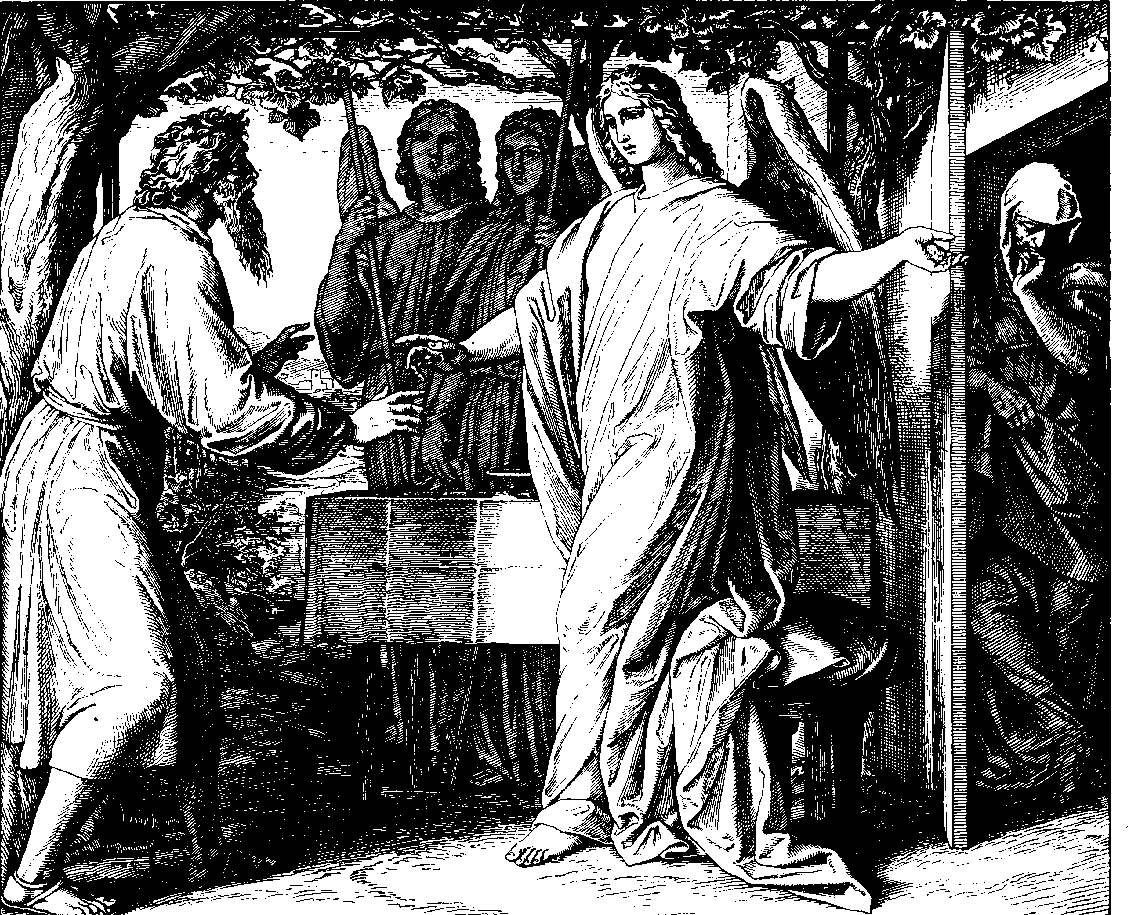
A három angyal Ábrahám táborában megjövendöli Izsák születését. Német fametszet, 1860

Sárai egyre idősebb lett, és még mindig gyermekáldás nélkül volt. Ezért úgy döntött, hogy az isteni jóslat beteljesedése végett férjének adja egyiptomi szolgálóját, Hágárt ágyasul. Hágár hamarosan gyermeket fogant Ábrámtól, és ezért lenézte korábbi úrnőjét. A két nő közötti kapcsolat egyre feszültebbé vált, de Ábrám nem akart dönteni kettejük vitájában, ezért azt mondta Sárainak, hogy tegye azt, amit a legjobbnak lát, hiszen az ő szolgálója. Miután Hágár megszülte Ismáelt, az Úr szövetségre lépett Ábrámmal, akinek nevét Ábrahámra változtatta, és Sáraival, akit Sárának nevezett el. Ekkor Sára ígéretet kapott az Úrtól, hogy fiúgyermeke fog születni. Miután Sára immár kilencven esztendős volt, sem Ábrahám, sem Sára nem akart hinni az isteni szónak. Sára még akkor is hitetlenkedett, amikor az Úr három angyalt küldött a mamréi tölgyesben álló táborukhoz, akik azt jövendölték, hogy egy év múltán Sárának fiú gyermeke fog születni.
Mamré vidékéről Ábrahám egy déli tartományba költözött tovább, Gérárba, amelynek királya Abimélek volt. Sárával az új királyságban majdnem ugyanaz történt meg, mint Egyiptomban. Ábrahám újra húgának nevezte őt, mire Abimélek elhatározta, hogy feleségül veszi Sárát. Az Úr azonban álmot bocsátott Abimélekre, aki így elkerülte a fáraó sorsát. Amikor Abimélek kérdőre vonta Ábrahámot, ő azzal védekezett, hogy Sára valójában az ő féltestvére, ezért nem hazudott.

Erre Abimélek visszaadta Sárát Ábrahámnak, és engesztelésül szolgákat és jószágokat adott ajándékba neki, és azt is megengedte, hogy népével együtt bárhol letelepedhet Gérár földjén. Abimélek ezen felül ezer ezüstpénzt ad Ábrahámnak, hogy "az Sára számára a szemek befedezője" legyen. Ez feltehetőleg arra utal, hogy ezzel a király biztosítani akarta Sára ártatlanságát. A fejezet utolsó két verse azt írja le, hogy az Úr "erősen bezárta vala az Abimélek háza népének méhét". Ez azt jelenti, hogy amíg Sára a király felesége volt, az Úr nem örvendeztette meg Abiméleket gyermekáldással. Ez egyúttal arra is utal, hogy Sára feltehetőleg hosszú időt töltött el Abimélek udvarában, mielőtt az Úr megjelent volna a király álmában.

Sára Gérár földjén valóban teherbe esett, és megszülte Izsákot. A szülést követően Sára visszaemlékezett, hogy kinevette az Úr szavait, amikor fiú gyermeket ígért neki, és most ő vált nevetségessé: "Nevetést szerzett az Isten, énnékem; a ki csak hallja, nevet rajtam." Izsák világrajötte újból feltüzelte Sára és Hágár ellentétét. Sára nyomására Ábrahám végül elküldte Hágárt és a gyermek Ismáelt a táborból.

Sára haláláról elég szűkszavúan emlékezik meg a Biblia. Mindössze azt tudjuk, hogy Sára 127 évesen halt meg Kirját-Arbában, és Ábrahám testét Kánaán földjén, a Hebron közelében fekvő Makpelá barlangjában temette el.
A Teremtés könyve mellett Sára neve az Ószövetségben csak egyszer fordul még elő. Izajás könyvében Sára az izraeliták ősanyjaként jelenik meg. Az Újszövetség négyszer tesz említést Ábrahám feleségéről. Elsőként Pál rómaiakhoz írott levelében olvashatunk róla mint az ígéret gyermekeinek ősanyja. Másodjára Pál galatákhoz írott levelében történik utalás Sárára. Izsák anyjaként, az isteni ígéretet beteljesítő fiú szülőjeként jelenik meg. Harmadjára a hit példaképeként jelenik meg Sára a zsidókhoz írt levélben. Végül Péter első levelében Sára férjének feltétlen engedelmességet fogadó jelleme jelenik meg.

## Sára a zsidó irodalomban
A Biblia oldalain kívül Sára történetét tovább gazdagítja a zsidó irodalom, amely a különböző rabbinikus magyarázatokban, a midrásokban más szemszögből, esetenként bővebben vizsgálja az Ószövetség történeteit. A zsidó magyarázatok természetesen a Szentírást veszik alapul, így a rabbinikus szövegekben is Sára Ábrahám első feleségeként szerepel. A Talmud azt írja, hogy Sára megegyezik a Teremtés könyvében említett Jiszkáhhal, aki Ábrahám testvérének, Háránnak a lánya volt. Ez egyúttal azt is jelenti, hogy Sára Ábrahám unokahúga volt, illetve Lót testvére. A Talmud ezt a Teremtés könyvének a szövegével támasztja alá, illetve azzal a ténnyel, hogy mind Sára, mind Jiszkáh kivételes szépséggel voltak megáldva. A Talmud elképzelésével szemben több ellenvetés is felmerült, amelyek úgy vélik, hogy Sára és Jiszkáh két különböző személy az Ószövetségben. Ez a magyarázat leginkább arra támaszkodik, hogy Sára a bibliai szöveg szerint Terah lánya volt, így nem lehetett Ábrahám unokahúga. Másrészt az Ábrahám és Sára közötti korkülönbséget hozzák fel ellenbizonyíték gyanánt: Sára mindössze tíz évvel volt fiatalabb Ábrahámnál, és az is ismeretes, hogy Tháré mindhárom fia ugyanabban az évben született. Ez pedig azt jelenti, hogy Háránnak maximum tízévesen kellett nemzenie Sárát.

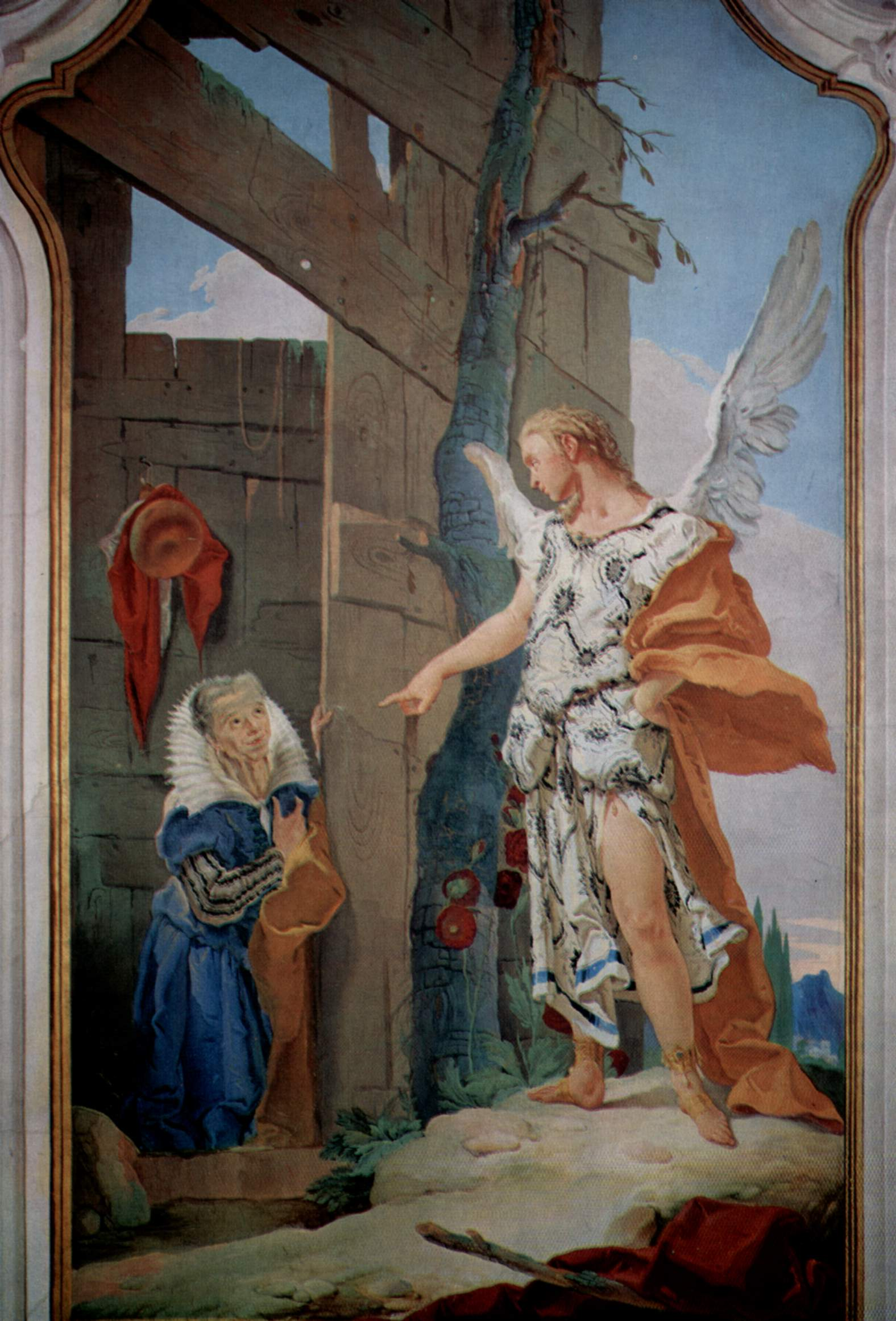
Az angyal megjelenik Sárának

A Bava Batra szerint Sára káprázatosan szép nő volt, méghozzá olyannyira szép, hogy mások majomnak tűntek mellette. Sára legendás szépsége még a nehéz vándorlások során sem halványult. Ezt támasztja alá az a bibliai elbeszélés is, amelyben még Egyiptom királyának is megtetszik Ábrahám felesége. A zsidó bölcsek szerint Sára profetikus képessége felülmúlta Ábrahámét, de jóságban és jótékonykodásban egyaránt egyenlőek voltak. A zsidó szemlélet szerint Sára tehát nemcsak kivételesen szép nő volt, hanem Isten előtt is tökéletes. Jóságos lelke, erős prófétai képessége miatt Ábrahám koronájának tartották, akinek a szavait Ábrahám is megtartotta elismerve felesége érdemeit. A prófétai pár az Úr tanait terjesztette: Ábrahám a férfiak, Sára pedig a nők körében. Sára különleges jellemének, Isten előtti kiválóságának bizonyítéka, hogy ő volt az egyetlen mátriárka, akihez Isten közvetlenül szólt. A többi prófétaasszonynak angyalokon keresztül üzent az Úr. A Mishle Midrás szerint Ábrahámot egyenesen Sára érdemei miatt tette gazdaggá a Mindenható, sőt a szépséges asszony miatt szállt Ábrahámra az Úr összes áldása is. Ugyanez a midrás úgy tartja, hogy minden áldás közül a legnagyobb éppen Sára kezének kiérdemlése volt. Amíg Sára Ábrahám táborában élt, glóriafelhő lebegett sátruk felett, szombati gyertyái egy egész héten át nem aludtak ki, és egész otthonuk csupa áldás volt. Mindez Sára halálakor megszűnt, és csak Izsák felesége, Rebeka megjelenésével állt helyre. A Genezis Rabba leírása szerint Sára eredeti neve, Szárai azt jelentette, hogy hercegnőm, ugyanis ő volt háza és törzse úrnője. Később neve Sárára változott, amely hercegnőt jelent, vagyis nagyságát, kiemelkedőségét már általánosságban is elismerték.

### Sára a fáraó háremében
A Bibliában is leírt történetet a zsidó magyarázatok némiképp másképp mesélik el. Az aszály miatt Ábrám népével együtt arra kényszerült, hogy Egyiptomtól kérjen segítséget. Mielőtt átlépték volna a fáraó országának határait, Ábrám egy ládába rejtette el Szárait, hogy senki ne láthassa őt. A határnál azonban az egyiptomi hivatalnokok minden ládát átkutattak, hogy lajstromba vegyék a fizetendő vámot. Amikor felnyitották Sára ládáját, a nő szépsége erős fénnyel övezve tört elő a hivatalnokok legnagyobb ámulatára. Mindegyikük azonnal beleszeretett Száraiba, és egymásra licitálva igyekeztek megszerezni kezét Ábrámtól. Amikor Szárait a fáraó színe elé vitték, a nő azt mondta, hogy Ábrám a testvére. Ezért aztán az uralkodó ajándékokkal halmozta el Ábrámot, hogy Szárait megszerezhesse. A király szerelme zálogául Szárainak ígérte minden birtokát, sőt a nő örökös birtokába adta Gósen földjét, amelyen később is több izraelita élt. Emellett saját leányát, Hágárt Szárai szolgálójává tette. Szárai imáiban kérte az Urat, hogy védje meg őt a fáraó háremében, mire az Úr angyalt küldött melléje, aki mindig megakadályozta az uralkodót, hogy akár csak megérintse Szárait. A fáraó megdöbbent a csodás eseményeken, és kedvesen bánt Száraival, aki bevallotta neki, hogy valójában ő Ábrám felesége. Erre az uralkodó szabadon engedte Szárait háreméből.

Egy másik verzió szerint a fáraó még akkor is a háremében tartotta Szárait, amikor az már bevallotta, hogy házas. Erre az Úr angyala betegséget bocsátott a fáraóra, és csak így menekülhetett meg Szárai a háremből. A zsidó hagyományok szerint a fáraó csak akkor adta Szárainak lányát mint rabszolgát, amikor saját szemével is meggyőződött róla, hogy Szárai valóban az Úr oltalmában áll. A legendák szerint a fáraó a következőket mondta: "Még az is jobb, ha leányom rabszolga egy ilyen nő házában, mint úrnő bármely más házban." Szárai később is jól bánt Hágárral, és bevonta a női társaságba. Kapcsolatuk csak akkor vált feszültté, amikor Hágár terhes lett Ábrahám gyermekével.

### Kapcsolata Hágárral

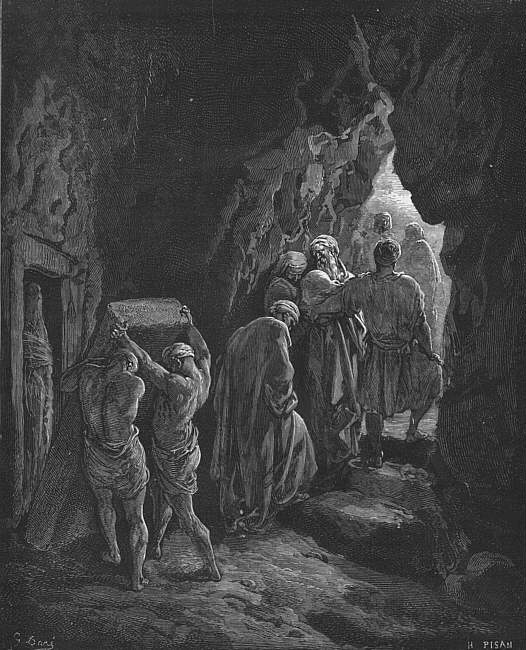
Sára temetése

Sára és Hágár kapcsolata mindegyik ábrahámi vallásban központi szerepet játszik. Ez nem is csoda, hiszen az iszlám ennél a pontnál válik el a judaizmustól és a kereszténységtől, és ezek a vallások ebben a történetben másként látják Sára szerepét. Azt még a zsidó írások is elismerik, hogy Sára történetének ez az egyetlen olyan része, ahol hibát követett el. A Genezis Rabba szerint az Úr eredetileg Sárának, éppúgy, mint férjének, Ábrahámnak 175 évet szánt. Azonban a Mindenható 48 évvel megrövidítette ezt a kort, amiért Sára hitetlenkedett saját fogantatásában, és amiért panaszkodott Ábrahámnak, hogy Hágár nem adja meg neki a kellő tiszteletet, mióta teherbe esett Ismáellel. Sára meddő volt, mégis az Úr csodát tett vele, miután szövetséget kötött Ábrahámmal, és visszaadta Sára méhének fiatalságát. Így Sára 90 évesen hozta világra Izsákot. Eleinte senki sem akarta elhinni, hogy az újszülött valóban Sára és Ábrahám gyermeke, és azt mondták, hogy a pátriárka és meddő felesége örökbe fogadott egy árvát, és most azt állítják róla, hogy saját gyermekük. Ezért aztán Ábrahám vacsorára hívta népe összes nemes urát azon a napon, amikor Izsákot elválasztották az anyjától. Sára pedig meghívta a nemes hölgyeket újszülötteikkel együtt. A vacsorán Sára melleiből megszoptatta a nemes családok gyermekeit, bizonyítva ezzel, hogy valóban megfiatalodtak emlői és méhe.

Sára Izsák világra jötte után elűzte Ábrahám táborából Hágárt és Ismáelt. Kegyetlen tette a Genezis Rabba leírása szerint végül igazolást nyert, ugyanis Sára látta Ismáelt, amint az elköveti a három legnagyobb bűnt, azaz a bálványimádást, a paráználkodást és a gyilkosságot.

### Sára halála
A zsidó hagyományok Sára halálát szorosan összekötik Izsák feláldozásával. Az elbeszélések két változata létezik az első ószövetségi mátriárka halálával kapcsolatban. Az első szerint egy Sámael nevű férfiú látogatta meg Sárát, és azt mondta neki, hogy látta Ábrahámot, amint felhurcolja Izsákot a hegyre. Elbeszélése szerint a fiú hiába sírt és könyörgött apjának, az feláldozta őt az Úr oltárán. Sára keservesen sírt, és hamarosan belehalt bánatába. A másik történet szerint maga a Sátán látogatta meg Sárát egy öreg ember képében, és elmondta neki, hogy Ábrahám feláldozta egyetlen gyermeküket. Sára elhitte a történetet, és keservesen zokogni kezdett, de hamarosan belenyugodott Izsák sorsába, hiszen tudta, hogy Ábrahám az Úr parancsára cselekedett. Ezért aztán felkerekedett, hogy megkeresse férjét. Beershebából Hebronba tartott, és mindenkit megkérdezett az úton, hogy vajon nem látták-e Ábrahámot. Ekkor a Sátán újra feltűnt emberi alakot öltve magára, és azt mondta Sárának, hogy Ábrahám végül nem áldozta fel Izsákot, és apjával együtt hazafele igyekeznek. Sára nem számított a jó hírre, és ezért belehalt a végtelen örömbe. Ábrahám és Izsák Hebronban találtak rá holtan.

## Sára az arab irodalomban

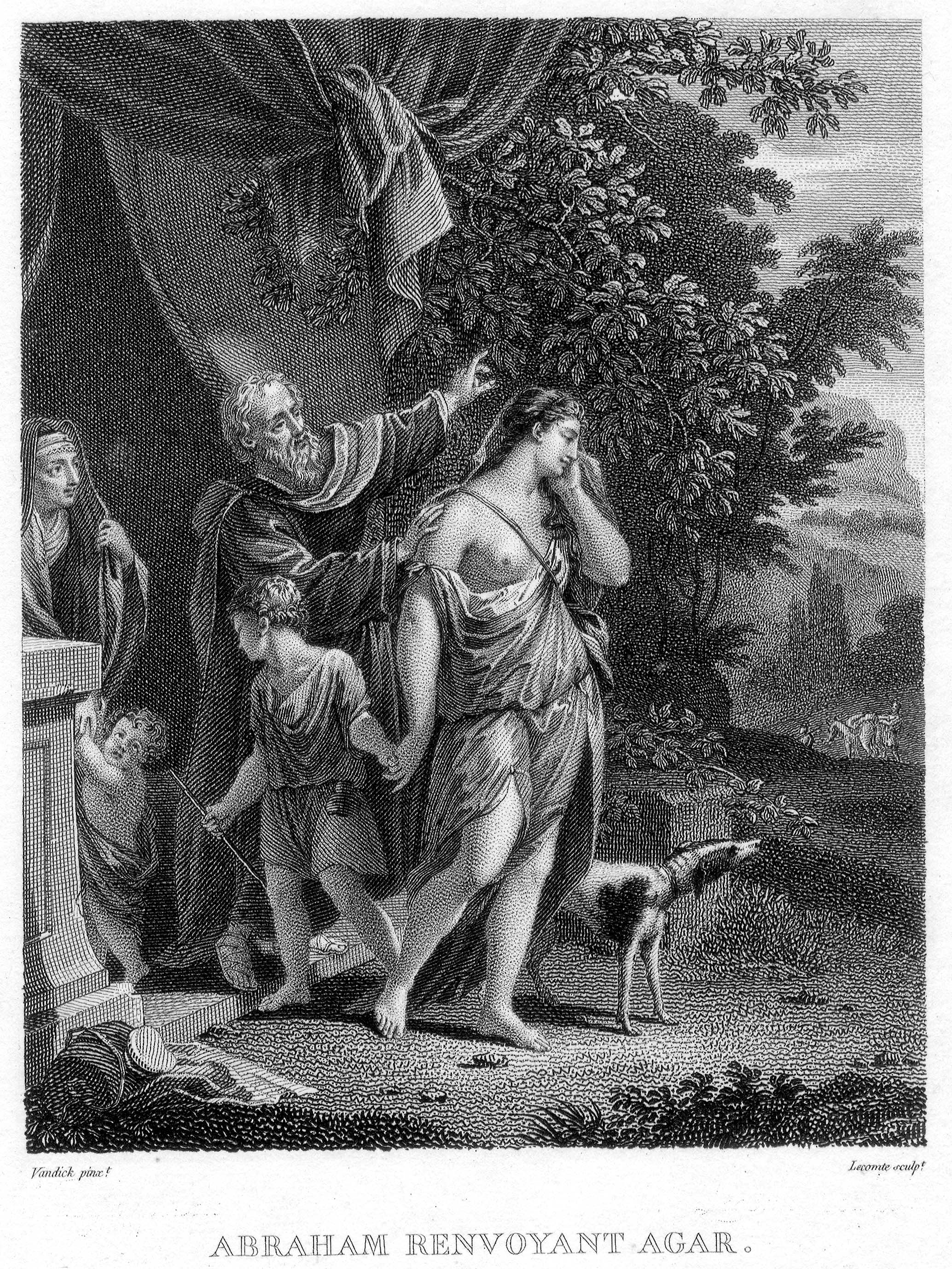
Ábrahám elbocsátja Hágárt, 18. századi fametszet

Az arab irodalomban Sára története szintén az Ószövetségre épül, azonban az iszlám hatására kissé más szemszögből jellemzik őt. Sára (avagy Szarah) tehát Ábrahám, azaz Ibráhim felesége, és az arab hagyomány úgy tartja, hogy Lót testvére volt és Arán leánya, aki Ibráhim nagybátyja volt apai ágon. Más leírások szerint viszont Sára Harrán királyának leánya, és anyai ágon Babilon királyának, Kutbának az unokája volt. Sára korának leggyönyörűbb asszonya volt, akit az Úr sugárzó szépséggel és tökéletes alakkal ajándékozott meg. Az arab történetírók szerint nagyon hasonlított Évára, akinek az Úr annak idején a mindenek szépségének kétharmadát ajándékozta. Szépsége miatt férje egy ládába zárta, amikor az éhínség elől Egyiptomba (más leírások szerint egy másik arab királyságba) menekültek. A királyság határán Ibráhimnak adót kellett fizetnie az ország hivatalnokainak, de nem volt hajlandó felnyitni Sára ládáját. Hosszas vita után végül az egyiptomiak erővel nyitották fel a ládát, és a gyönyörű nő láttán azonnal értesítették a fáraót a szépséges vendégről. Ibráhim és Sára is azt mondták az uralkodónak, hogy testvérek, ezért a fáraó feleségül akarta venni Sárát, és így háremébe vette a csodálatos nőt. Sára a fáraó háremében az Úrhoz könyörgött, hogy szárítsa le az uralkodó kezeit (egyes elbeszélésekben más átok is szerepelhet, de ez a verzió a legelterjedtebb), ha az hozzá akarna érni. Sára szavait meghallgatta az Úr, és a fáraó kezei valóban elsorvadtak, amint meg akarta érinteni a gyönyörű asszonyt. Miután a fáraó megígérte Sárának, hogy többé nem fog hozzá érni, az Úr az asszony kérésére helyreállította a király kezeit. A fáraó azonban hamar megfeledkezett ígéretéről, és újra Sárával akart lenni. Az Úr ismét elsorvasztotta az uralkodó kezeit, majd miután Sára újra ígéretét vette a fáraónak, az visszakapta egészségét. Ez háromszor ismétlődött meg. Ibráhim mindegyik esetnek szemtanúja lehetett, ugyanis az Úr átlátszóvá tette számára a fáraó palotájának falait. Végül a fáraó belátta, hogy Sára az Úr kegyeltje, és visszaadta őt Ibráhimnak, valamint ajándékokkal is elhalmozta őket. Az uralkodó ahhoz is ragaszkodott, hogy Sára válasszon egyet saját rabszolgái közül. Így lett Hágár Sára szolgálója. 

Ibráhim és Sára házassága után kiderült, hogy az asszony meddő. Mivel Sára tudta, hogy férje mennyire vágyik egy gyermekre, nekiadta saját szolgálóját, Hágárt. Amikor Hágár megszülte Ismáelt, Sárát elöntötte a féltékenység, és kijelentette, hogy nem tud Hágárral egy fedél alatt élni. Egy alkalommal arra is megesküdött, hogy addig nem nyugszik, amíg kezeit nem borítja Hágár vére. Ibráhim erre átlyukasztotta Hágár fülét, és a kicsorduló vért Sára kezeire kente. Az arab hagyományok szerint ettől az időtől fogva hordanak a nők fülbevalót. Sára panaszait idővel mégis megelégelte Ibráhim, ezért Hágárt és Ismáelt elköltöztette egy másik birtokára. Évekkel később, amikor Ibráhim elment meglátogatni Ismáelt, Sára még mindig annyira féltékeny volt, hogy megígértette férjével, nem fog leszállni lováról.
Maga a Korán nem tesz említést Sáráról, csak egyszer utal rá, amikor Ibráhim mellett áll, amikor az fogadja az Úr angyalait. Az iszlám irodalomban nincsen feltétlen egyetértés abban, hogy hány éves volt Sára, amikor Izsákot szülte. Egyes vélemények megegyeznek a Bibliában írtakkal, vagyis 90 éves korára teszik a gyermekáldást. Gyakran azonban 70 évesnek mondják Ibráhim feleségét a csodás fogantatás idején. Az arab hagyományok szerint Sára 130 évet élt, és őt vélik Jákob és Ézsau anyjának is, bár más elbeszélések szerint a két fiú Ibráhim gyermeke, de másik asszonytól.